# ابن الطراوة
أَبُو الحُسَيْنِ سُلَيْمَانُ بْنُ مُحَمَّدٍ بْنِ عَبْدِ اللهِ السبائي المَالِقِيُّ المعروف بــابْنِ الطَّرَاوَةِ ( 438 هـ -528 هـ، ؟ -1134 م بمالقة) هو أديب نحوي أندلسي، وتلميذ الأعلم الشنتمري. وهو من كتّاب الرسائل، له شعر، وله آراء في النحو تفرّد بها. تجوّل كثيرًا في بلاد الأندلس معلما يقبل عليه الطلاب من كل فجّ.
من مصنَّفاته في النحو كتاب الترشيح مُختصَر؛ المقدمات على كتاب سيبويه؛ ومقالة في الاسم والمسمَّى. قال عنه ابن سمحون: ما يجوز على الصراط أعلم بالنحو منه. عُرِف بانحيازه إلى آراء النحاة الكوفيين والبغداديّين ضد البصريّين.

## مؤلفاته
له عدة مصنفات في النحو، كلها اندثرت، ولم يبق منها سوى الإفصاح. وقد قام الدكتور محمد إبراهيم البنا بتحقيقه. توفي ب سنة: 528 هـ عن نيف وتسعين سنة.
- الإفصاح ببعض ما جاء من الخطأ في كتاب الإيضاح. مكتبة الأسكوريال، مخطوط رقم 1830.
- المقدمات إلى كتاب سيبويه.
- شرح المشكلات على توالي الأبواب.
- ترشيح المقتدي.
- مقالة في الاسم والمسمى.

## منافرته لعلي الحصري القيرواني
كَانَ بَيْنَ  ابن الطراوة وعَلِيٍّ الحُصْرِيُّ القَيْرَوَانِيِّ مُنَافَرَةٌ وَمُنَاقَرَةٌ وَيَهْجُو كُلُّ وَاحِدٍ مِنْهُمَا الآخَرَ، فَمِمَّا قَالَ الحُصْرِيُّ فِي ابن الطراوة:
وَمِمَّا قَالَهُ ابن الطراوة فِي الحُصْرِيِّ: